# Кибек, Метри
Метри Кибек,  или Дмитрий Афанасьевич Кибек (чув. Мӗтри Кипек, настоящая фамилия Афанасьев) (15 сентября 1913 г., Ядринский уезд, Казанская губерния, Российская империя — 3 марта 1991 г., Москва) — чувашский прозаик.
Член СП СССР (1957), лауреат государственной премии имени К. В. Иванова (1983)

## Биография
Метри Кибек родился в семье крестьянина 15 сентября 1913 года в деревне Тимерчкасы Ядринского уезда Казанской губернии (ныне Вурнарский район Чувашии).
Обучался в Малояушской 8-летней школе, затем продолжил учёбу в Чувашском государственном пединституте (филологическом факультете). Преподавательскую деятельность начал в своей родной школе. В 1935 году Дмитрия Афанасевича призывают на армейскую службу, участвовал в Великой Отечественной войне. В отставку вышел в 1954 году в чине полковника.
Писатель умер 3 марта 1991 года в Москве.

## Произведения
Рассказы начал печатать в годы учёбы в пединституте, продолжил заниматься творчеством и в годы службы в армии. В этот период из-под его пера вышли «Кочетков капитан», «Цыганок курсант», «Санинструктор» и др. новеллы.
Выйдя в отставку, продолжил литературную стезу — вышли романы «Вилсе чӗрӗлнӗ ҫын» (Оживший человек), «Паттӑрсем хыпарсӑр ҫухалмаҫҫӗ» (Герои без вести не пропадают), «Парӑнманнисем ҫӗнтереҫҫӗ» (Кто не сдаётся, тот побеждает).
Его рассказы и романы печатались в более 20 книгах:
- «Тӑван ҫӗршывшӑн» (1941);
- «Калавсем» (1955);
- «Икӗ калкцуукц» (1958);
- «Сунарҫӑ калавӗсем» (1959);
- «Кайӑк тусӗ» (1962);
- «Уйӑх витӗр ҫул курӑнать» (1963);
- «Ҫамрӑк ҫын» (1964);
- «Хитре хӗрарӑм» (1966);
- «Паттӑрсем хыпарсӑр ҫухалмаҫҫӗ» (икӗ кӗнекепе, 1969, 1974);
- «Парӑнманнисем ҫӗнтереҫҫӗ» (1978)
- «Телейлӗ пурнӑҫшӑн» (1980, 1988).

## Награды
Государственная премия Чувашской АССР им. К. В. Иванова